# Bhamodi
Bhamodi è una suddivisione dell'India, classificata come census town, di 3.983 abitanti, situata nel distretto di Chhindwara, nello stato federato del Madhya Pradesh. In base al numero di abitanti la città rientra nella classe VI (meno di 5.000 persone).

## Geografia fisica
La città è situata a 22° 11' 39 N e 78° 44' 27 E.

## Società

### Evoluzione demografica
Al censimento del 2001 la popolazione di Bhamodi assommava a 3.983 persone, delle quali 2.090 maschi e 1.893 femmine. I bambini di età inferiore o uguale ai sei anni assommavano a 357, dei quali 180 maschi e 177 femmine. Infine, coloro che erano in grado di saper almeno leggere e scrivere erano 2.957, dei quali 1.716 maschi e 1.241 femmine.